# Стоил Бичиклиев
Стоил Бичиклиев е български революционер, деец на Вътрешната македонска революционна организация.

## Биография
Стоил Бичиклиев е роден в град Щип, тогава в Османската империя. Влиза във ВМРО и през 1924 година е в четата на Панчо Михайлов. На 12 юли 1924 година четата влиза в сражение със сръбска потеря край Калиманци, при което загива заедно с Мите Церски, Мишо Наутлиев, Илия Златанов и Михаил Недялков, син на българския генерал Христо Недялков.
Негов внук е активистът на ВМРО-ДПМНЕ Александър Бичиклиев.